# Konrad Zindler

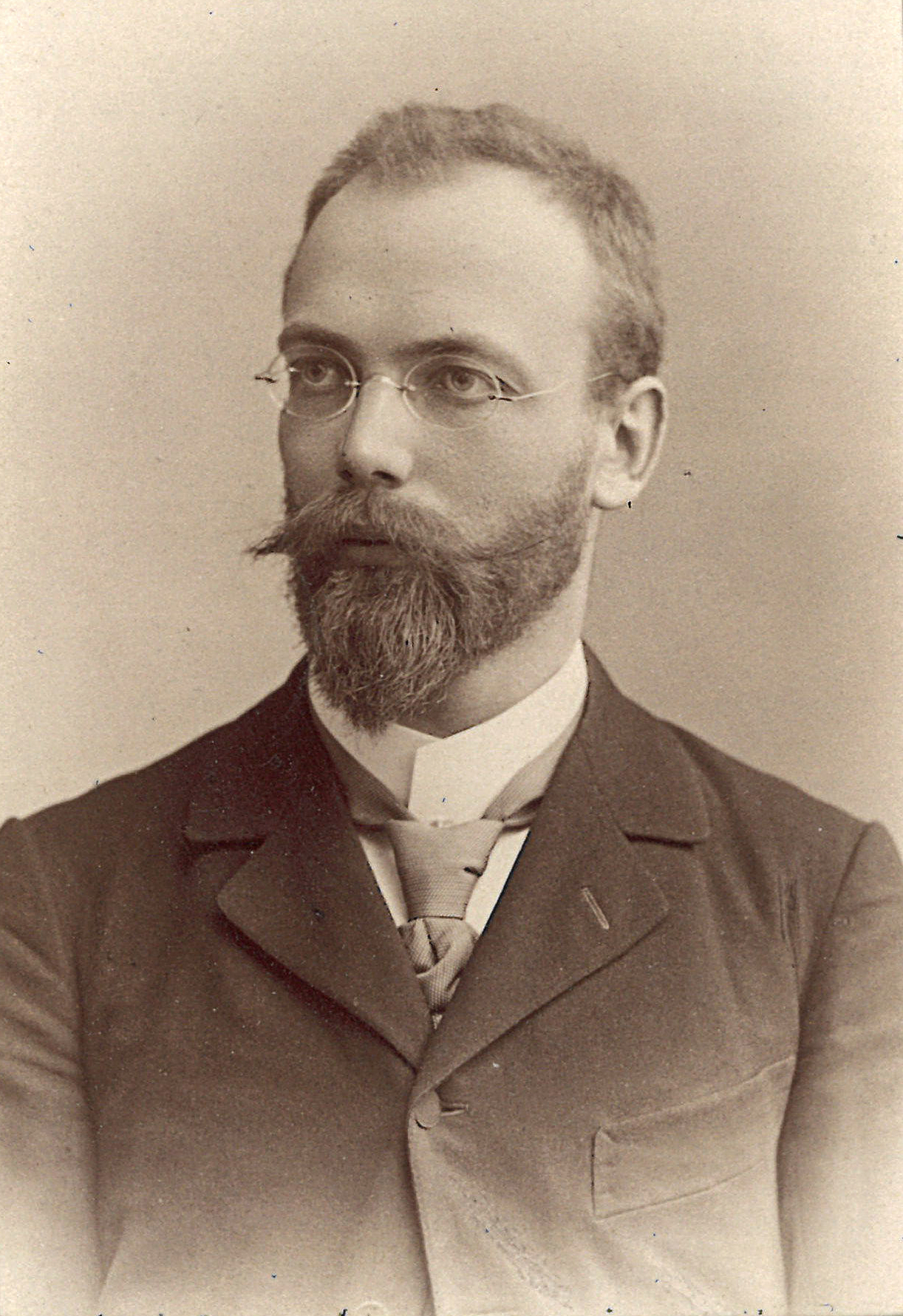
Konrad Zingerle in einem Fakultätsalbum der Universität Innsbruck um 1902

Konrad Zindler (* 26. November 1866 in Laibach; † 18. Juni 1934 in Innsbruck) war ein österreichischer Mathematiker.

## Leben
Konrad Zindler wurde 1890 bei Johannes Frischauf in Graz promoviert (Zur Theorie der Netze und Konfigurationen) und war Privatdozent für synthetische Geometrie an der philosophischen Fakultät der Universität Graz. Er habilitierte sich 1893 in Graz für synthetische Geometrie, erwarb sich 1894 an der Universität Wien die Venia legendi für das Gesamtgebiet der Mathematik und war nach 1900 Professor der Mathematik an der Universität Innsbruck.
1902 veröffentlichte er bei Göschen in Leipzig den ersten Band von Liniengeometrie mit Anwendungen. Er schrieb auch einen Artikel über dieses Thema in der Enzyklopädie der mathematischen Wissenschaften. Nach ihm ist die Zindlerkurve benannt.
Seine Doktoranden waren Karl Mayrhofer und Gustav Lochs.

## Schriften
- Liniengeometrie mit Anwendungen. W. de Gruyter & Co., Berlin 1928
  - I. Band. G. J. Göschen, Leipzig 1902
  - II. Band. G. J. Göschen, Leipzig 1906
- Eine räumliche Geradführung. Hölder-Pichler-Tempsky, Wien, 1931
- Über parallele ebene Schnitte eines konvexen Körpers. Hölder-Pichler-Tempsky, Wien, 1929
- Studienführer für die philosophische Fakultät der Universität Innsbruck. F. Rauch, Innsbruck, 1928